# 萬洲國際
萬洲國際有限公司，簡稱萬洲國際（港交所：288），是中國最大型的肉類食品集團之一，總部設在香港。公司從事家禽、肉類、蛋類、水產類、速凍食品、罐頭、藥品、方便食品的加工、包裝及銷售。它的上市子公司為「河南雙匯投資發展股份有限公司」（深交所：000895），簡稱「雙匯發展」。
香港萬洲國際有限公司通過河南雙匯實業和羅特克斯兩家子公司合計持有73.26%的雙匯發展流通A股。
2021年，萬洲國際在FBIF食品饮料创新发布的中国食品饮料百强榜中排行第三。
在海外，萬洲國際有限公司全資擁有美國的豬肉加工商史密斯菲爾德食品。

## 歷史
1958年公司成立，稱為「漯河市冷倉」，1969年4月改为漯河市肉类联合加工厂，1992年开始生产“双汇”牌火腿肠。1994年公司改組成「雙匯集團」。1998年，公司以子公司「河南雙匯實業股份公司」名義，在深圳證券交易所上市。1999年，河南雙匯實業股份公司變更為「河南雙匯投資發展股份有限公司」。2006年12月，漯河市国资委将其持有的双汇集团100%的股权转让给香港罗特克斯有限公司，股权转让后双汇集团整体变更为外商独资企业。
2010年，引进战略投资者美国高盛。
2013年5月29日，萬洲國際有限公司，以71億美元（約550億港元）收購全球最大豬肉生產商和豬肉加工企業美國史密斯菲爾德食品。兩間公司9月6日發表聯合聲明，宣布收購案已獲美國海外投資委員會批准，9月24日將在史密斯菲爾德股東大會表決，若順利通過就會成為中國民企歷來對美國企業的最大規模併購。10月10日雙匯以71億美元成功收購美國豬肉生產商史密斯菲爾德，創下內地企業收購美國企業的最大額交易紀錄。
雙匯國際控股有限公司（“雙匯國際”）2014年1月21日宣布更改公司名稱為萬洲國際有限公司（“萬洲國際”）。萬洲國際是一家總部位於香港的私營公司，也是中國最大的肉制品加工企業——河南雙匯投資發展股份有限公司的控股股東，並擁有全球最大的豬肉加工和生豬養殖企業——史密斯菲爾德食品公司。
2014年萬洲國際在香港交易所上市。
2015年6月4日萬洲國際旗下公司史密斯菲爾德食品以現金3.54億美元（約27.43億港元）向墨西哥阿爾法集團（Alfa S.A.B. de C.V.）出售所持有的康博菲爾（Campofrio）的全部股權。此次出售約佔康博菲爾全部已發行股本的37%。
2016年7月20日（美國紐約東岸標準時間），美國財富雜誌公布，該公司截至2016年度財富雜誌全球500大企業，排名為495位。
2016年10月，該公司旗下史密斯菲爾德食品被惠譽國際評級有限公司、穆迪投資者服務有限公司和標普全球評級分別評級為「BBB+」、「Baa2」和「BBB」，而標普首次以大中華區信用評級體系長期評級為「CnA」，以及由「BB」提升至「BBB–」，全部為展望穩定。
2019年5月28日，萬洲國際完成對波蘭生豬加工設施營運商Pini Polonia餘下66.5%股本的收購，Pini Polonia已成為萬洲國際間接全資擁有附屬公司。
2021年6月17日，萬洲國際宣佈免除萬洪建的執董、副主席等所有職務。8月11日，萬洲國際委任Charles Shane Smith為執行董事。8月12日萬隆辭任行政總裁，但留任執行董事、董事會主席。執行董事郭麗軍已獲委任為行政總裁。萬宏偉獲委任為執行董事兼董事會副主席。郭麗軍辭任首席財務官，甄錦燕獲委任為首席財務官。同年8月17日，万洪建在公众号“新肉业”发表署名文章《万洪建：我眼中的父亲和万隆》，指责万洲国际“没有实际的生产运营”、“作用就是将国内双汇的钱不露痕迹转出境外，从来没有逆向回流过”，是“万隆在香港与杨挚君精心设计，大律师李署峰出谋划策所造出来的套钱工具”，并“炮轰”万隆的“化公为私”、“肥美损中”、偷税漏税及私德问题，万洲国际8月18日在港交所发布澄清公告称“指控不真实且具有误导性”。

## 外部連結
- 官方网站